# Shutdown (informatique)
Pour les articles homonymes, voir Shutdown.
Shutdown est une commande dans un système permettant l’extinction de la machine à partir du terminal :
- shutdown sous UNIX.
- shutdown sous Windows.